# Bättlihorn
Bättlihorn är en bergstopp i Schweiz. Den ligger i distriktet Raron och kantonen Valais, i den södra delen av landet, 80 km sydost om huvudstaden Bern. Toppen på Bättlihorn är 2 950 meter över havet.